# Tadeusz Peiper

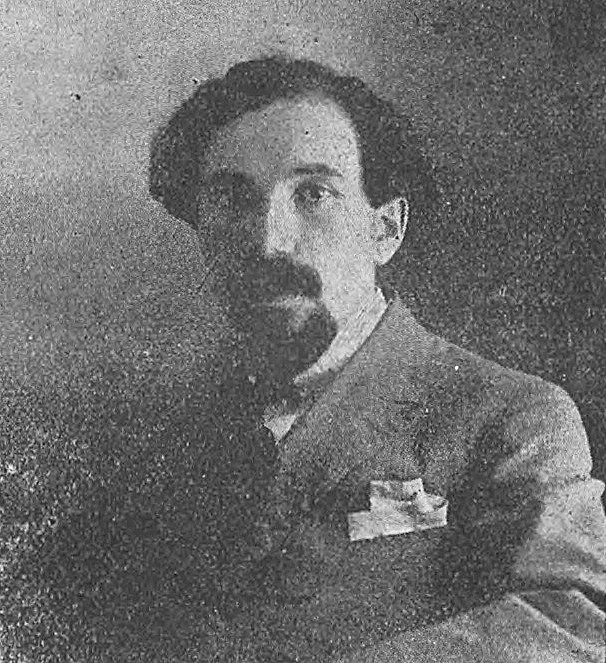
Tadeusz Peiper (1901)

Tadeusz Peiper (geboren 3. Mai 1891 in Krakau, Österreich-Ungarn; gestorben 10. November 1969 in Warschau) war ein polnischer Dichter, Kunstkritiker und Literaturtheoretiker.

## Leben
Tadeusz Peiper gehört zu den Vordenkern der Avantgarde in Polen und war Mitbegründer der Krakauer Avantgarde. 1921 gründete er die Monatszeitschrift Zwrotnica, die sich hauptsächlich den avantgardistischen Strömungen der zeitgenössischen Dichtung widmete. Zwrotnica erschien bis 1923 und wurde für 1926/1927 wiederbelebt. Trotz dieser Kurzlebigkeit bereitete sie den Weg für junge Dichter der Krakauer Avantgarde, unter ihnen Julian Przyboś, Jan Brzękowski und Jalu Kurek. Peiper veröffentlichte auch drei bemerkenswerte Gedichte-Sammlungen, die zu den bedeutendsten moderner polnischer Dichtung gehören. Als Künstler glaubte Peiper, der Schriftsteller müsse wie ein vollendeter Handwerker erscheinen, der alle seine Worte sorgsam plane. Ein besonderes Bemühen müsse der Versmelodie gelten und es sei nur eine eineindeutige Metaphorik zu verwenden. Er schuf den 3M-Slogan Miasto, Masa, Maszyna – polnisch für Stadt, Masse, Maschine, eines der Schlagwörter der polnischen Dichtkunst der 1920er Jahre.
Nach Ausbruch des Zweiten Weltkrieges begab sich Peiper nach Lemberg in den von der Sowjetunion okkupierten Teil Polens und arbeitete dort mit Aleksander Wat zusammen. 1940 wurde er vom NKWD verhaftet. 1943 freigelassen, wurde er Mitglied des Związek Patriotów Polskich und kehrte 1944 nach Polen zurück.